# Хайнц Вайкселбраун
Хайнц Вайкселбраун (на немски: Heinz Weixelbraun) е австрийски актьор, най-известен с ролята си на инспектор Кристиан Бьок в сериала Комисар Рекс.

## Биография
Вайкселбраун е роден в малкия град Шпитал, Южна Австрия. На 18-годишна възраст постъпил в драматическо училище във Виена. Там той среща актьора Фиц Мюлер. През 1984 се представил блестящо на дипломния си спектакъл и още следващата година дебютирал на голямата сцена. През 1987 направил и смоя кинодебют - във филма Tatort: Wunschlos tot. По-късно е номиниран (за ролята на Ирвин в Erwin und Julia, 1990) и е печелил (за ролята на Макс Опхулс в Die fliegenden Kinder, 1991). Но световно признание му дава ролята на инспектрор Кристиан Бьок в Комисар Рекс, която той играе между 1996 и 2001.

## Филмография
- 1983: Die Rattenfänger (Hauptrolle) Regie: Michael Gautsch
- 1983: Verlassene Stadt (Hauptrolle) Regie: Helmut Grasse
- 1986: Tatort – Wunschlos tot (ORF) Regie: Kurt Junek
- 1986: Vom rauhen Leben (Hauptrolle)(ORF/ZDF) Regie: Heide Pils
- 1987: Außer Gefahr (Hauptrolle) Regie: Max Linder
- 1988: Die Skorpionfrau (Hauptrolle) Regie: Susanne Zanke
- 1988: Unter Freunden Regie: Lukas Stepanik
- 1990: Die fliegenden Kinder Regie: Thorsten Fischer
- 1990: Erwin und Julia Regie: Götz Spielmann
- 1991: Safari (Hauptrolle) Regie: Wilhelm Pevny
- 1992: Der Nachbar Regie: Götz Spielmann
- 1993: Eine erste Liebe (Hauptrolle) (ORF/ZDF) Regie: Jürgen Kaizik
- 1994: 1945 (ORF) Regie: Peter Patzak
- 1995: Tatort – Bomben für Ehrlicher (MDR) Regie: Hans Werner
- 1995: Tatort – Die Freundin (ORF) Regie: Jürgen Kaizik
- 1996–2001: Kommissar Rex (durchgehende Hauptrolle)(ORF, SAT 1)
- 2002: Medicopter 117 (RTL) Regie: Thomas Nikel
- 2003: Paula (Kurzfilm) Regie: Ludwig Wüst
- 2004: Open Air (Kurzfilm) Regie: Berghammer/ Patton
- 2006: Nahaufnahme (Kurzfilm) Regie: Ludwig Wüst